# Odon de Pins
Odon de Pins (Gestorven: Cyprus, 24 maart 1296) was een edelman, afkomstig uit de Provence. Hij was vanaf 1294 tot aan zijn dood de 23ste grootmeester van de Orde van Sint-Jan van Jeruzalem. Hij volgde in 1294 Jean de Villiers op.

## Biografie
De Orde had in 1291 al haar bezit op het vasteland verloren aan de Egyptenaren, en de Orde was sindsdien actief op Cyprus, waar Odons voorganger, Jean de Villiers, de hoofdzetel had gevestigd in Limassol. Odon die aantrad op een hoge leeftijd, onderscheidde zich in de Orde door zijn vroomheid. De Orde heeft zich tijdens zijn ambtstermijn met name gericht op activiteiten rond hun ziekenhuizen. Ze ondernamen geen militaire acties. Toch bleef hij werken aan het uitbreiden van hun eigen vloot, voornamelijk voor bedevaarten van Italië naar het Heilige Land. De Orde veranderde van een landmacht tot een zeemacht. Zijn militaire inactiviteit en verwaarlozing van de militaire discipline leverden verzet op van enkele van zijn Ordebroeders en kwamen met een plan om de Orde te hervormen waarin de macht van de grootmeester werd afgebroken. Paus Bonifatius VIII vroeg daarom om een onderhoud met Odon.
Tijdens de voorbereidingen voor zijn reis naar Rome werd Odon ziek en stierf te Limassol in 1296. Guillaume de Villaret volgde hem op.